# Južni Či
Či, v zgodovini znan kot Južni Či (poenostavljeno kitajsko 南齐, tradicionalno kitajsko 南齊, pinjin Nán Qí ali poenostavljeno kitajsko 南朝齐, tradicionalno kitajsko 南朝齊, pinjin Nán Cháo Qí) ali Šjao Či  (poenostavljeno kitajsko 萧齐,  tradicionalno kitajsko 蕭齊, pinjin Xiāo Qí) je bila kitajska cesarska dinastija in druga od južnih dinastij v obdobju severnih in južnih dinastij. Njena predhodnica je bila dinastija Lju Song, naslednica pa dinastija Ljang. 

## Zgodovina
Dinastija je bila ustanovljena leta 479, ko je Šjaoao Daočeng prisilil cesarja Šuna iz Lju Songa, da mu je prepustil prestol. Dinastija Lju Song se je s tem končala. Dinastija Či je dobila ime po fevdu Šjao, ki je zavzemal približno isto ozemlje kot kraljestvo Či v obdobju vojskujočih se držav. Knjiga Čija ne omenja, sli je bil Šjao v kakršnem koli krvnem sorodstvu s hišo Džjang ali hišo Tjan, dvema dinastijama, ki sta pred njim vladali temu kraljestvu.
Dinastija Či je bila v svoji triindvajsetletni zgodovini v veliki meri nestabilna, saj je po smrti sposobnih cesarjev Gaoja in Vuja, Vujevega vnuka in naslednika Šjao Džaojeja umoril njegov  inteligenten, a okruten in sumničav prastric Šjao Luan. Ko je Šjao Luan prevzel oblast kot cesar Ming, je začel množično usmrčevati sinove cesarjev Gaoja in Vuja ter uradnikov, za katere je sumil, da so se zarotili proti njemu. Samovoljnost usmrtitev se je še povečala med vladavino njegovega sina Šjao Baodžuana, katerega dejanja so povzročila številne upore. Zadnji je bil upor generala Šjao Jana, ki je  privedel do padca Južnega Čija in začetka Šjao Janove dinastije Ljang.
Več kot polovica šjanbejskih princes iz Severnega Veja bilo poročenih s Hani iz cesarskih družin in aristokrati iz južnih dinastij. 

### Vojna s Severnim Vejem
Po Šjao Daočengovi uzurpaciji prestola Lju Songa se je cesar Severnega Veja leta 479 začel pripravljati na invazijo na Južni Či, da bi na njegov prestol posadil Lju Čanga, sina cesarja Vena iz Lju Songa, ki je bil od leta 465 v izgnanstvu v Veju. Vojska Veja je napadla Šuojang, vendar mesta ni uspela zavzeti. Južni Či je začel utrjevati svojo prestolnico Džjankang, da bi preprečil nadaljnje napade Veja. Do leta 481 je mesto doživelo več spopadov in obleganj, vendar brez prave vojne. Sprti državi sta leta 490 podpisali mirovni sporazum. 

## Vladarji dinastije Južni Či (479–502)
| Posmrtno ime  | Družinsko in osebno ime | Vladanje | Imena obdobij                             |
| ------------- | ----------------------- | -------- | ----------------------------------------- |
| Gao (齊高帝)  | Šjao Daočeng (蕭道成)   | 479–482  | Džjanjuan (建元) 479–482                  |
| Vu (齊武帝)   | Šjao Dze (蕭賾)         | 482–493  | Jongming (永明) 483–493                   |
| –             | Šjao Džaoje (蕭昭業)    | 493–494  | Longčang (隆昌) 494                       |
| –             | Šjao Džaoven (蕭昭文)   | 494      | Janšing (延興) 494                        |
| Ming (齊明帝) | Šjao Luan (蕭鸞)        | 494–498  | Džjanvu (建武) 494–498 Jontgaj (永泰) 498 |
| –             | Šjao Baodžuan (蕭寶卷)  | 499–501  | Jongjuan (永元) 499–501                   |
| He (齊和帝)   | Šjao Baorong (蕭寶融)   | 501–502  | Džongšing (中興) 501–502                  |

## Opomba
1. ↑  Sin cesarja Minga Šjao Baojin, takrat general Severnega Veja,  se je uprl severnemu Veju in leta 527–528 zahteval cesarski naslov. Na seznamu ga ni, ker je bil njegov zahtevek za cesarski naslov začasen in dolgo po vladavini cesarja Heja in ni vključeval nobenega ozemlja, ki je bilo prej ozemlje Južnega Čija.